# EADS Barracuda
EADS Barracuda je podzvočno stealth vojaško brezpilotno letalo (UAV), ki ga trenutno razvijajo pri EADSu. V projektu sodelujeta Nemčija in Španija. Uporabljal se bo kot izvidniško letalo, lahko pa tudi kot bojno letalo (UCAV)
Največja hitrost leta naj bi bila Mach 0,85, višina okrog ±20000 čevljev (6.100 m), največji bojni tovor pa okrog 300 kilogramov. 
Letalo je grajeno večinoma iz karbonskih vlaken. 

## Specifikacije
Splošne karakteristike
- Posadka: 0
- Dolžina: 8,25 m (27 ft 0 in)
- Razpon kril: 7,22 m (23,7 ft  in)
- Višina: ft  in (m)
- Površina kril: ft (m)
- Teža praznega letala: 2.300 kg (lb)
- Naložena teža: kg (lb)
- Uporaben tovor: lb (kg)
- Maks. vzletna teža: 3.250 kg (lb)

 Zmogljivost 
- Neprekoračljiva hitrost: mph (km/h)
- Maks. hitrost: 0.85 Mach (647 mph)
- Potovalna hitrost: mph (km/h)
- Hitrost porušitve vzgona: mph (km/h)
- Doseg: 124 milj (200 km)
- Višina leta: ±20000 ft (6.100 m)
- Hitrost vzpenjanja: ft/min (m/s)
- Obremenitev kril: lb/ft² (kg/m²)